# Sveriges herrlandskamper i ishockey under 1950-talet
Sveriges herrlandskamper i ishockey under 1950-talet omfattade bland annat VM i Storbritannien 1950, VM i Frankrike  1951, OS i Norge 1952, VM i Schweiz 1953, VM i Sverige 1954, VM i Västtyskland 1955, OS/VM i Italien 1956, VM i Sovjetunionen 1957, VM i Norge 1958, VM i Tjeckoslovakien 1959.
I VM i Storbritannien 1950 kom Sverige på en femteplats, men följande år i Frankrike lyckades de ta silver och i OS i Norge 1952 tog de brons. I VM i Schweiz 1953, då många lag saknades, tog Tre Kronor sitt första VM-guld. Under VM på hemmaplan 1954 tog de brons och följande år i Västtyskland kom de på en femteplats. Under OS/VM i Italien 1956 kom Sverige på fjärde plats.  VM i Sovjetunionen 1957 bojkottades av länder som USA, Kanada, Västtyskland, Norge, Italien och Schweiz, vilket gjorde att nationer som Österrike, Japan och Östtyskland deltog. Sverige lyckades slå hemmanationen Sovjetunionen och tog sitt andra VM-guld i historien det året. I VM i Norge 1958 tog Tre Kronor brons och VM i Tjeckoslovakien 1959 kom Sverige på femte plats.

## Några av de spelare som spelade i Tre Kronor under 1950-talet
Göte Almqvist, Åke "Plutten" Andersson, Hans Andersson (sen. Tvilling), Stig Andersson (sen. Tvilling), Lasse Björn, Göte "Vicke Hallon" Blomqvist, Thord "Flodan" Flodqvist, Erik "Epa" Johansson, Gösta "Lill-Lulle" Johansson, Rune Johansson, Sven "Tumba" Johansson, Åke Lassas, Holger "Hogge" Nurmela, Lars Pettersson, Lars Svensson, Sven Thunman, Hans "Stöveln" Öberg

## 1950
| Datum       | Ort         | Landslag                 | Resultat | Typ av match  |
| ----------- | ----------- | ------------------------ | -------- | ------------- |
| 1 januari   | Stockholm   | Sverige – Storbritannien | 7–3      | Träningsmatch |
| 15 februari | Tammerfors  | Finland – Sverige        | 2–4      | Träningsmatch |
| 16 februari | Helsingfors | Finland – Sverige        | 4–9      | Träningsmatch |
| 5 mars      | Stockholm   | Sverige – Kanada         | 5–3      | Träningsmatch |
| 7 mars      | Stockholm   | Sverige – Kanada         | 0–7      | Träningsmatch |
| 13 mars     | London      | Sverige – USA            | 8–3      | VM-match      |
| 14 mars     | London      | Sverige – Nederländerna  | 10–0     | VM-match      |
| 17 mars     | London      | Sverige – USA            | 2–4      | VM-match      |
| 18 mars     | London      | Storbritannien – Sverige | 5–4      | VM-match      |
| 20 mars     | London      | Schweiz – Sverige        | 3–2      | VM-match      |
| 21 mars     | London      | Sverige – Norge          | 5–1      | VM-match      |
| 22 mars     | London      | Sverige – Kanada         | 1–3      | VM-match      |
| 10 november | Zürich      | Schweiz – Sverige        | 4–8      | Träningsmatch |
| 12 november | Basel       | Schweiz – Sverige        | 4–1      | Träningsmatch |
| 1 december  | Stockholm   | Storbritannien – Sverige | 1–5      | Träningsmatch |
| 3 december  | Stockholm   | Storbritannien – Sverige | 6–2      | Träningsmatch |
| 8 december  | Stockholm   | Schweiz – Sverige        | 5–8      | Träningsmatch |
| 10 december | Stockholm   | Schweiz – Sverige        | 3–4      | Träningsmatch |

## 1951
| Datum       | Ort       | Landslag                  | Resultat | Typ av match  |
| ----------- | --------- | ------------------------- | -------- | ------------- |
| 9 februari  | Stockholm | Sverige – USA             | 5–1      | Träningsmatch |
| 13 februari | Stockholm | Sverige – USA             | 10–1     | Träningsmatch |
| 15 februari | Forshaga  | Sverige – Finland         | 3–2      | Träningsmatch |
| 16 februari | Nyköping  | Sverige – Finland         | 8–1      | Träningsmatch |
| 2 mars      | Stockholm | Sverige – Kanada          | 1–5      | Träningsmatch |
| 4 mars      | Stockholm | Sverige – Kanada          | 2–4      | Träningsmatch |
| 10 mars     | Paris     | Storbritannien – Sverige  | 1–5      | VM-match      |
| 11 mars     | Paris     | Sverige – USA             | 8–0      | VM-match      |
| 13 mars     | Paris     | Sverige – Norge           | 5–2      | VM-match      |
| 14 mars     | Paris     | Schweiz – Sverige         | 3–3      | VM-match      |
| 15 mars     | Paris     | Finland – Sverige         | 3–11     | VM-match      |
| 17 mars     | Paris     | Sverige – Kanada          | 1–5      | VM-match      |
| 18 november | Berlin    | Västtyskland – Sverige    | 1–15     | Träningsmatch |
| 22 november | Krefeld   | Västtyskland – Sverige    | 5–8      | Träningsmatch |
| 23 november | Zürich    | Schweiz – Sverige         | 0–5      | Träningsmatch |
| 23 november | Stockholm | Sverige – Tjeckoslovakien | 2–5      | Träningsmatch |
| 25 november | Basel     | Schweiz – Sverige         | 4–5      | Träningsmatch |
| 25 november | Stockholm | Sverige – Tjeckoslovakien | 1–3      | Träningsmatch |
| 12 december | Oslo      | Norge – Sverige           | 2–6      | Träningsmatch |

## 1952

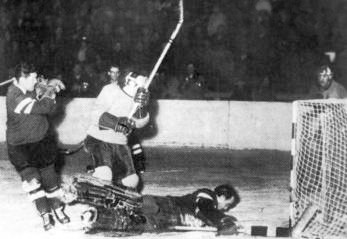
Sven Tumba gör mål för Sverige mot Västtyskland under olympiska vinterspelen i Norge.

| Datum       | Ort       | Landslag                  | Resultat | Typ av match  |
| ----------- | --------- | ------------------------- | -------- | ------------- |
| 30 januari  | Prag      | Tjeckoslovakien – Sverige | 3–1      | Träningsmatch |
| 1 februari  | Prag      | Tjeckoslovakien – Sverige | 3–2      | Träningsmatch |
| 15 februari | Oslo      | Sverige – Finland         | 9–2      | OS-match      |
| 16 februari | Oslo      | Sverige – Polen           | 17–1     | OS-match      |
| 17 februari | Oslo      | Sverige – Norge           | 4–2      | OS-match      |
| 18 februari | Oslo      | Sverige – Västtyskland    | 7–3      | OS-match      |
| 21 februari | Oslo      | USA – Sverige             | 2–4      | OS-match      |
| 22 februari | Oslo      | Kanada – Sverige          | 3–2      | OS-match      |
| 23 februari | Oslo      | Sverige – Schweiz         | 5–2      | OS-match      |
| 24 februari | Oslo      | Tjeckoslovakien – Sverige | 4–0      | OS-match      |
| 25 februari | Oslo      | Tjeckoslovakien – Sverige | 3–5      | OS-match      |
| 27 februari | Ludvika   | Sverige – Finland         | 2–0      | Träningsmatch |
| 27 februari | Stockholm | USA – Sverige             | 6–6      | Träningsmatch |
| 2 mars      | Stockholm | Kanada – Sverige          | 4–1      | Träningsmatch |
| 10 mars     | Stockholm | USA – Sverige             | 6–5      | Träningsmatch |
| 23 mars     | Paris     | Kanada – Sverige          | 5–2      | Träningsmatch |
| 14 november | Oslo      | Norge – Sverige           | 2–6      | Träningsmatch |
| 16 november | Oslo      | Norge – Sverige           | 1–3      | Träningsmatch |
| 5 december  | Stockholm | Sverige – Schweiz         | 12–3     | Träningsmatch |
| 7 december  | Stockholm | Sverige – Schweiz         | 8–1      | Träningsmatch |
| 12 december | Stockholm | Sverige – Tjeckoslovakien | 5–6      | Träningsmatch |
| 14 december | Stockholm | Sverige – Tjeckoslovakien | 4–5      | Träningsmatch |

## 1953

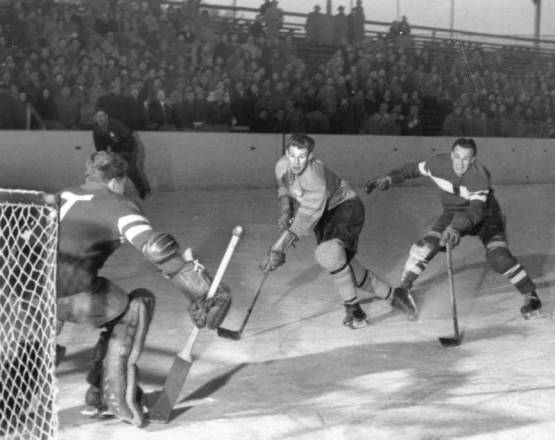
Sveriges Sven Tumba i segermatchen mot Västtyskland (8-6) vid världsmästerskapet 1953 i Schweiz.

| Datum       | Spelplats   |                 |                 | Resultat | Typ av match  |
| ----------- | ----------- | --------------- | --------------- | -------- | ------------- |
| 29 januari  | Prag        | Tjeckoslovakien | Sverige         | 5 – 1    | Träningsmatch |
| 31 januari  | Prag        | Tjeckoslovakien | Sverige         | 1 – 5    | Träningsmatch |
| 1 februari  | Helsingfors | Finland         | Sverige         | 0 – 5    | Träningsmatch |
| 2 februari  | Tammerfors  | Finland         | Sverige         | 4 – 6    | Träningsmatch |
| 7 mars      | Zürich      | Schweiz         | Sverige         | 2 – 9    | VM 1953       |
| 8 mars      | Zürich      | Sverige         | Tyskland        | 8 – 6    | VM 1953       |
| 10 mars     | Basel       | Sverige         | Tjeckoslovakien | 5 – 3    | VM 1953       |
| 12 mars     | Basel       | Schweiz         | Sverige         | 1 – 9    | VM 1953       |
| 13 mars     | Zürich      | Tyskland        | Sverige         | 2 – 12   | VM 1953       |
| 14 mars     | Zürich      | Schweiz         | Sverige         | 4 – 8    | Träningsmatch |
| 13 november | Oslo        | Norge           | Sverige         | 1 – 3    | Träningsmatch |
| 15 november | Oslo        | Norge           | Sverige         | 3 – 3    | Träningsmatch |
| 4 december  | Stockholm   | Sverige         | Norge           | 6 – 2    | Träningsmatch |
| 6 december  | Stockholm   | Sverige         | Norge           | 4 – 2    | Träningsmatch |
| 26 december | Stockholm   | Sverige         | Tjeckoslovakien | 3 – 2    | Träningsmatch |
| 27 december | Stockholm   | Sverige         | Tjeckoslovakien | 2 – 5    | Träningsmatch |

## 1954

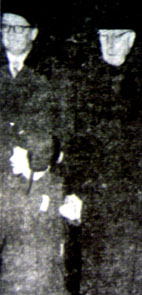
Svenska Ishockeyförbundets ordförande Helge Berglund inför matchen Sverige-Tjeckoslovakien vid världsmästerskapet 1954 i Sverige.

| Datum       | Spelplats   |                    |                    | Resultat | Typ av match  |
| ----------- | ----------- | ------------------ | ------------------ | -------- | ------------- |
| 30 januari  | Helsingfors | Finland            | Sverige            | 2 – 7    | Träningsmatch |
| 31 januari  | Helsingfors | Sovjetunionen      | Sverige            | 8 – 2    | Träningsmatch |
| 19 februari | Stockholm   | Sverige            | Kanada (1931-1965) | 5 – 3    | Träningsmatch |
| 21 februari | Stockholm   | Sverige            | Kanada (1931-1965) | 3 – 12   | Träningsmatch |
| 26 februari | Stockholm   | Norge              | Sverige            | 1 – 10   | VM 1954       |
| 28 februari | Stockholm   | Sverige            | Finland            | 5 – 3    | VM 1954       |
| 1 mars      | Stockholm   | Kanada (1931-1965) | Sverige            | 8 – 0    | VM 1954       |
| 2 mars      | Stockholm   | Sverige            | Schweiz            | 6 – 3    | VM 1954       |
| 4 mars      | Stockholm   | Sverige            | Tyskland           | 4 – 0    | VM 1954       |
| 5 mars      | Stockholm   | Sovjetunionen      | Sverige            | 1 – 1    | VM 1954       |
| 6 mars      | Stockholm   | Sverige            | Tjeckoslovakien    | 4 – 2    | VM 1954       |
| 13 mars     | Paris       | Kanada (1931-1965) | Sverige            | 8 – 7    | Träningsmatch |
| 17 mars     | Prag        | Tjeckoslovakien    | Sverige            | 5 – 6    | Träningsmatch |
| 19 mars     | Prag        | Tjeckoslovakien    | Sverige            | 7 – 2    | Träningsmatch |
| 12 november | Oslo        | Norge              | Sverige            | 2 – 8    | Träningsmatch |
| 14 november | Oslo        | Norge              | Sverige            | 1 – 7    | Träningsmatch |
| 26 november | Stockholm   | Sverige            | Norge              | 10 – 0   | Träningsmatch |
| 28 november | Stockholm   | Sverige            | Norge              | 8 – 1    | Träningsmatch |
| 17 december | Prag        | Tjeckoslovakien    | Sverige            | 2 – 2    | Träningsmatch |
| 18 december | Prag        | Tjeckoslovakien    | Sverige            | 7 – 3    | Träningsmatch |
| 26 december | Stockholm   | Sverige            | Sovjetunionen      | 0 – 3    | Träningsmatch |
| 28 december | Stockholm   | Sverige            | Sovjetunionen      | 2 – 3    | Träningsmatch |

## 1955
| Datum       | Spelplats  |                    |                 | Resultat | Typ av match  |
| ----------- | ---------- | ------------------ | --------------- | -------- | ------------- |
| 7 januari   | Moskva     | Sovjetunionen      | Sverige         | 4 – 2    | Träningsmatch |
| 9 januari   | Moskva     | Sovjetunionen      | Sverige         | 2 – 5    | Träningsmatch |
| 15 januari  | Göteborg   | Sverige            | Tyskland        | 6 – 2    | Träningsmatch |
| 16 januari  | Göteborg   | Sverige            | Tyskland        | 6 – 2    | Träningsmatch |
| 11 februari | Ludvika    | Sverige            | Finland         | 6 – 3    | Träningsmatch |
| 12 februari | Stockholm  | Sverige            | Finland         | 6 – 2    | Träningsmatch |
| 25 februari | Krefeld    | Tyskland           | Sverige         | 4 – 5    | VM 1955       |
| 26 februari | Dortmund   | Sovjetunionen      | Sverige         | 2 – 1    | VM 1955       |
| 27 februari | Düsseldorf | Sverige            | Schweiz         | 10 – 0   | VM 1955       |
| 1 mars      | Köln       | Sverige            | Tjeckoslovakien | 5 – 6    | VM 1955       |
| 2 mars      | Düsseldorf | Finland            | Sverige         | 0 – 9    | VM 1955       |
| 3 mars      | Krefeld    | Kanada (1931-1965) | Sverige         | 3 – 0    | VM 1955       |
| 5 mars      | Düsseldorf | Sverige            | USA             | 1 – 1    | VM 1955       |
| 6 mars      | Köln       | Sverige            | Polen           | 9 – 0    | VM 1955       |
| 4 november  | Stockholm  | Sverige            | Norge           | 7 – 2    | Träningsmatch |
| 6 november  | Stockholm  | Sverige            | Norge           | 10 – 2   | Träningsmatch |
| 13 november | Oslo       | Norge              | Sverige         | 1 – 7    | Träningsmatch |
| 14 november | Oslo       | Norge              | Sverige         | 2 – 3    | Träningsmatch |
| 8 december  | Stockholm  | Sverige            | Sovjetunionen   | 3 – 2    | Träningsmatch |
| 9 december  | Stockholm  | Sverige            | Sovjetunionen   | 2 – 6    | Träningsmatch |
| 26 december | Stockholm  | Sverige            | Tjeckoslovakien | 1 – 9    | Träningsmatch |
| 28 december | Stockholm  | Sverige            | Tjeckoslovakien | 6 – 1    | Träningsmatch |

## 1956
| Datum       | Spelplats   |                 |                    | Resultat | Typ av match  |
| ----------- | ----------- | --------------- | ------------------ | -------- | ------------- |
| 24 januari  | Cortina     | Österrike       | Sverige            | 4 – 5    | Träningsmatch |
| 27 januari  | Cortina     | Sverige         | Sovjetunionen      | 1 – 5    | OS 1956       |
| 28 januari  | Cortina     | Schweiz         | Sverige            | 5 – 6    | OS 1956       |
| 30 januari  | Cortina     | Sovjetunionen   | Sverige            | 4 – 1    | OS 1956       |
| 31 januari  | Cortina     | Tjeckoslovakien | Sverige            | 0 – 5    | OS 1956       |
| 2 februari  | Cortina     | USA             | Sverige            | 6 – 1    | OS 1956       |
| 3 februari  | Cortina     | Sverige         | Kanada (1931-1965) | 2 – 6    | OS 1956       |
| 4 februari  | Cortina     | Sverige         | Tyskland           | 1 – 1    | OS 1956       |
| 12 februari | Tammerfors  | Finland         | Sverige            | 1 – 2    | Träningsmatch |
| 13 februari | Helsingfors | Finland         | Sverige            | 1 – 2    | Träningsmatch |
| 15 februari | Stockholm   | Sverige         | USA                | 4 – 3    | Träningsmatch |
| 16 februari | Stockholm   | Sverige         | USA                | 3 – 6    | Träningsmatch |
| 19 oktober  | Plzen       | Tjeckoslovakien | Sverige            | 3 – 2    | Träningsmatch |
| 21 oktober  | Prag        | Tjeckoslovakien | Sverige            | 7 – 1    | Träningsmatch |
| 8 november  | Haag        | Polen           | Sverige            | 2 – 7    | Träningsmatch |
| 9 november  | Oslo        | Norge           | Sverige            | 3 – 6    | Träningsmatch |
| 11 november | Oslo        | Norge           | Sverige            | 1 – 3    | Träningsmatch |
| 23 november | Grums       | Sverige         | Norge              | 6 – 1    | Träningsmatch |
| 25 november | Bofors      | Sverige         | Norge              | 6 – 2    | Träningsmatch |
| 12 december | Stockholm   | Sverige         | Finland            | 4 – 2    | Träningsmatch |
| 13 december | Västerås    | Sverige         | Finland            | 8 – 0    | Träningsmatch |

## 1957

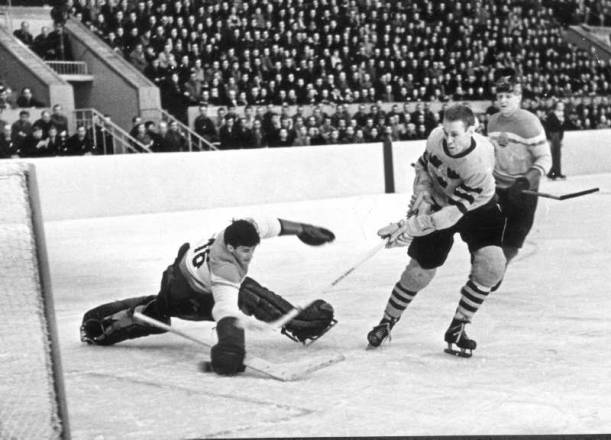
Sveriges Sven Tumba i segermatchen mot Östtyskland (11-1) vid världsmästerskapet 1957 i Moskva.

| Datum       | Spelplats |               |                 | Resultat | Typ av match  |
| ----------- | --------- | ------------- | --------------- | -------- | ------------- |
| 19 februari | Stockholm | Sverige       | USA             | 3 – 2    | Träningsmatch |
| 20 februari | Stockholm | Sverige       | USA             | 2 – 3    | Träningsmatch |
| 24 februari | Moskva    | Sverige       | Östtyskland     | 11 – 1   | VM 1957       |
| 25 februari | Moskva    | Polen         | Sverige         | 3 – 8    | VM 1957       |
| 27 februari | Moskva    | Sverige       | Tjeckoslovakien | 2 – 0    | VM 1957       |
| 1 mars      | Moskva    | Sverige       | Österrike       | 10 – 0   | VM 1957       |
| 2 mars      | Moskva    | Japan         | Sverige         | 0 – 18   | VM 1957       |
| 4 mars      | Moskva    | Sverige       | Finland         | 9 – 3    | VM 1957       |
| 5 mars      | Moskva    | Sovjetunionen | Sverige         | 4 – 4    | VM 1957       |
| 18 oktober  | Stockholm | Sverige       | Tjeckoslovakien | 3 – 3    | Träningsmatch |
| 20 oktober  | Stockholm | Sverige       | Tjeckoslovakien | 3 – 5    | Träningsmatch |
| 1 november  | Oslo      | Norge         | Sverige         | 0 – 1    | Träningsmatch |
| 3 november  | Oslo      | Norge         | Sverige         | 4 – 4    | Träningsmatch |
| 13 november | Moskva    | Sovjetunionen | Sverige         | 4 – 3    | Träningsmatch |
| 15 november | Moskva    | Sovjetunionen | Sverige         | 4 – 0    | Träningsmatch |
| 15 november | Göteborg  | Sverige       | Norge           | 4 – 4    | Träningsmatch |
| 17 november | Göteborg  | Sverige       | Norge           | 5 – 1    | Träningsmatch |
| 10 december | Stockholm | Sverige       | Sovjetunionen   | 3 – 7    | Träningsmatch |
| 12 december | Stockholm | Sverige       | Sovjetunionen   | 1 – 2    | Träningsmatch |

## 1958
| Datum       | Spelplats   |                    |                    | Resultat | Typ av match  |
| ----------- | ----------- | ------------------ | ------------------ | -------- | ------------- |
| 13 februari | Stockholm   | Sverige            | Kanada (1931-1965) | 0 – 13   | Träningsmatch |
| 14 februari | Stockholm   | Sverige            | Kanada (1931-1965) | 3 – 6    | Träningsmatch |
| 23 februari | Tammerfors  | Finland            | Sverige            | 2 – 3    | Träningsmatch |
| 24 februari | Helsingfors | Finland            | Sverige            | 2 – 3    | Träningsmatch |
| 26 februari | Stockholm   | Sverige            | USA                | 5 – 3    | Träningsmatch |
| 28 februari | Oslo        | Norge              | Sverige            | 0 – 9    | VM 1958       |
| 1 mars      | Oslo        | Finland            | Sverige            | 2 – 5    | VM 1958       |
| 4 mars      | Oslo        | Sverige            | USA                | 8 – 3    | VM 1958       |
| 6 mars      | Oslo        | Kanada (1931-1965) | Sverige            | 10 – 2   | VM 1958       |
| 7 mars      | Oslo        | Sverige            | Polen              | 12 – 2   | VM 1958       |
| 8 mars      | Oslo        | Sverige            | Sovjetunionen      | 3 – 4    | VM 1958       |
| 9 mars      | Oslo        | Tjeckoslovakien    | Sverige            | 1 – 7    | VM 1958       |
| 9 november  | Stockholm   | Sverige            | Kanada (1931-1965) | 5 – 2    | Träningsmatch |
| 9 november  | Oslo        | Norge              | Sverige            | 3 – 3    | Träningsmatch |
| 10 november | Oslo        | Norge              | Sverige            | 4 – 3    | Träningsmatch |
| 11 november | Stockholm   | Sverige            | Kanada (1931-1965) | 2 – 5    | Träningsmatch |
| 23 november | Södertälje  | Sverige            | Finland            | 8 – 2    | Träningsmatch |
| 24 november | Västerås    | Sverige            | Finland            | 6 – 2    | Träningsmatch |
| 3 december  | Malmö       | Sverige            | Norge              | 4 – 2    | Träningsmatch |
| 4 december  | Norrköping  | Sverige            | Norge              | 10 – 2   | Träningsmatch |

## 1959
| Datum       | Spelplats   |                    |                    | Resultat | Typ av match  |
| ----------- | ----------- | ------------------ | ------------------ | -------- | ------------- |
| 4 januari   | Helsingfors | Finland            | Sverige            | 1 – 2    | Träningsmatch |
| 5 januari   | Tammerfors  | Finland            | Sverige            | 2 – 7    | Träningsmatch |
| 18 januari  | Stockholm   | Sverige            | Sovjetunionen      | 1 – 3    | Träningsmatch |
| 20 januari  | Stockholm   | Sverige            | Sovjetunionen      | 4 – 5    | Träningsmatch |
| 13 februari | Stockholm   | Sverige            | Kanada (1931-1965) | 2 – 4    | Träningsmatch |
| 15 februari | Stockholm   | Sverige            | Kanada (1931-1965) | 1 – 4    | Träningsmatch |
| 20 februari | Stockholm   | Sverige            | USA                | 3 – 1    | Träningsmatch |
| 22 februari | Stockholm   | Sverige            | USA                | 5 – 3    | Träningsmatch |
| 5 mars      | Ostrava     | Italien            | Sverige            | 0 – 11   | VM 1959       |
| 6 mars      | Ostrava     | Finland            | Sverige            | 4 – 4    | VM 1959       |
| 7 mars      | Ostrava     | Sverige            | Tyskland           | 6 – 1    | VM 1959       |
| 9 mars      | Prag        | Tjeckoslovakien    | Sverige            | 4 – 1    | VM 1959       |
| 10 mars     | Prag        | Sverige            | USA                | 1 – 7    | VM 1959       |
| 12 mars     | Prag        | Kanada (1931-1965) | Sverige            | 5 – 0    | VM 1959       |
| 13 mars     | Prag        | Sverige            | Finland            | 2 – 1    | VM 1959       |
| 15 mars     | Prag        | Sovjetunionen      | Sverige            | 4 – 2    | VM 1959       |
| 3 oktober   | Essen       | Västtyskland       | Sverige            | 1 – 5    | Träningsmatch |
| 4 oktober   | Essen       | Västtyskland       | Sverige            | 3 – 5    | Träningsmatch |
| 29 oktober  | Oslo        | Norge              | Sverige            | 3 – 9    | Träningsmatch |
| 30 oktober  | Oslo        | Norge              | Sverige            | 2 – 11   | Träningsmatch |
| 10 november | Stockholm   | Sverige            | Tjeckoslovakien    | 1 – 2    | Träningsmatch |
| 12 november | Stockholm   | Sverige            | Tjeckoslovakien    | 11 – 3   | Träningsmatch |
| 24 november | Moskva      | Sovjetunionen      | Sverige            | 1 – 3    | Träningsmatch |
| 24 november | Helsingfors | Finland            | Sverige            | 4 – 1    | Träningsmatch |
| 25 november | Tammerfors  | Finland            | Sverige            | 6 – 0    | Träningsmatch |
| 26 november | Moskva      | Sovjetunionen      | Sverige            | 8 – 2    | Träningsmatch |